# Tragocephala phidias
Tragocephala phidias är en skalbaggsart som beskrevs av Jordan 1894. Tragocephala phidias ingår i släktet Tragocephala och familjen långhorningar.
Artens utbredningsområde är Gabon. Inga underarter finns listade i Catalogue of Life.